# Fusiturricula sunderlandi
Fusiturricula sunderlandi é uma espécie de gastrópode do gênero Fusiturricula, pertencente a família Drilliidae.